# Северная (рукав Немана)
Северная (Скирвит, Скирвите, лит. Skirvytė) — водоток в Калининградской области России. По Северной проходит государственная граница с Литвой. Хотя Северную и называют рекой, фактически это рукав в дельте Немана.

## География
Северная ответвляется от русла Немана у литовского местечка Русне. Течёт на запад и впадает в Куршский залив. Вблизи устья Северная разделяется на несколько протоков и формирует дельту.

## Природа
В Северной находится нерестилище судака, жереха. Рыбалка в реке запрещена. К началу XXI века Северная заметно обмелела. Российская и литовская стороны договорились совместными усилиями очищать русло.
На песчаных островах в устье реки Северная находятся места гнездования редких птиц, занесённых в Красную книгу России: шилоклювки, кулика-сороки и малой крачки. Кроме того, там гнездятся галстучник, малый зуёк и речная крачка. В период миграции на островах Северной скапливаются крупные водоплавающие птицы. На некоторых островах Северной обитают и млекопитающие: бобр, кабан, выдра, чёрный хорь и американская норка.

## Данные водного реестра
Код объекта в государственном водном реестре — 01010000312004300000230.